# Sebastián Torrico
Sebastián Alberto Torrico (Luján de Cuyo, Mendoza; 22 de febrero de 1980) es un exfutbolista argentino. Jugaba de arquero y su último club fue San Lorenzo de la Primera División Argentina. 
Su carrera como futbolista profesional comenzó en Andes Talleres. En 1999 fue transferido a Godoy Cruz Antonio Tomba, en donde consiguió el ascenso a Primera División en el año 2006. Más tarde tendría un pequeño paso por Argentinos Juniors.
Más tarde es transferido a San Lorenzo de Almagro en el año 2013, en donde ganaría el Torneo Inicial de ese mismo año, la Supercopa Argentina 2015 y la Copa Libertadores 2014.

## Trayectoria

### Andes Talleres
Debutó en la Liga Mendocina cuando tenía 17 años (1997) defendiendo los colores de Andes Talleres durante 4 temporadas.

### Godoy Cruz
Llegó al Tomba en 1999, sin embargo debutó en 2001 en Godoy Cruz. En la temporada 2005/06 de la B Nacional, se consagraría campeón y lograría el ascenso a Primera venciendo a Nueva Chicago por 3-1. Donde tuvo al arquero Torrico como gran héroe al tapar dos mano a mano en el alargue, cuando el partido estaba igualado y cuando Godoy Cruz ganaba 2-1. En esta primera etapa en el club mendocino, disputó un total de 150 partidos.

### Argentinos Juniors
En 2008 fue prestado al club Argentinos Juniors. En el club de la Paternal, jugó por una temporada y media un total de 53 partidos, siendo el arquero titular de ese equipo.

### Retorno a Godoy Cruz
En 2010, luego de que los clubes no llegaran a un acuerdo económico, el jugador debió volver a Godoy Cruz, donde fue suplente de Nelson Ibáñez hasta que una mala racha de Nelson le dio de nuevo la oportunidad de volver al arco tombino.

### San Lorenzo de Almagro
En abril de 2013, acordó su incorporación a San Lorenzo de Almagro por un préstamo de dos meses con opción de compra, para reemplazar a Pablo Migliore, detenido en una causa por encubrimiento agravado. Tuvo un gran debut en San Lorenzo, jugando Copa Argentina, contra Deportivo Morón, atajando 2 penales, y así siendo fundamental para que su equipo pase a octavos de final.
El 15 de junio de 2013, hace su debut por el torneo local en el arco de San Lorenzo en un partido frente a Independiente que culminaría 1-0 a favor de San Lorenzo y que decretaría el descenso del equipo de Avellaneda.
Gracias a sus buenas actuaciones, el portero mendocino fue transferido de forma definitiva al club de Boedo, en principio para ser suplente de Cristian Álvarez. El Torneo Inicial 2013 arrancó con Torrico sentado en el banco, pero debido a las flojas actuaciones del arquero proveniente del RCD Español, a la presión del público y a una lesión, el técnico Juan Antonio Pizzi le devolvió la titularidad en el partido frente a Quilmes por la cuarta fecha del torneo. A pesar de perder dicho encuentro por 3-2, el portero mantuvo la confianza del DT y posteriormente encadenaría una racha de 540 minutos sin recibir goles.
En tanto, con sus atajadas en los penales frente a Estudiantes de Caseros le brindó la posibilidad al club de acceder a la final de la Copa Argentina. Esta se perdió en Catamarca ante Arsenal de Sarandí por 3 tantos contra 0, dejando el equipo una imagen muy pobre.
Torrico tuvo su partido consagratorio el 15 de diciembre de 2013, donde con su mano izquierda evitó el gol de Vélez Sarsfield tapándole un mano a mano a Agustín Allione en el último minuto de juego, dándole de esta manera a San Lorenzo su duodécimo título local.
Con la obtención del Torneo Inicial San Lorenzo clasificaría a la Copa Libertadores donde el cóndor se consagraría campeón de América siendo determinante en la tanda de penales contra Grêmio y dejándolo afuera de la competición en su estadio, el Arena do Grêmio. En 2015 el Banco Santander, patrocinador de la Conmebol, distinguió a Torrico como el mejor arquero de la edición 2014.
El 30 de agosto de 2015, cumplió 100 partidos con la camiseta de San Lorenzo.
FADEP
En 2010 fundo Fundación Amigos por el Deporte (FADEP), institución que disputa el Torneo Regional Federal Amateur (Cuarta división del fútbol argentino) y de la cual es el actual presidente.

## Estadísticas

### Clubes
| Club                             | Temporada       | Liga  | Liga  | Copas nacionales | Copas nacionales | Torneos internacionales | Torneos internacionales | Total | Total |
| Club                             | Temporada       | Part. | Goles | Part.            | Goles            | Part.                   | Goles                   | Part. | Goles |
| -------------------------------- | --------------- | ----- | ----- | ---------------- | ---------------- | ----------------------- | ----------------------- | ----- | ----- |
| Godoy Cruz Argentina             | 2000-01         | —     | —     | —                | —                | —                       | —                       | 0     | 0     |
| Godoy Cruz Argentina             | 2001-02         | 37    | 0     | —                | —                | —                       | —                       | 37    | 0     |
| Godoy Cruz Argentina             | 2002-03         | 19    | 0     | —                | —                | —                       | —                       | 19    | 0     |
| Godoy Cruz Argentina             | 2003-04         | 2     | 0     | —                | —                | —                       | —                       | 2     | 0     |
| Godoy Cruz Argentina             | 2004-05         | 7     | 0     | —                | —                | —                       | —                       | 7     | 0     |
| Godoy Cruz Argentina             | 2005-06         | 37    | 0     | —                | —                | —                       | —                       | 37    | 0     |
| Godoy Cruz Argentina             | 2006-07         | 37    | 0     | —                | —                | —                       | —                       | 37    | 0     |
| Godoy Cruz Argentina             | 2007-08         | 19    | 0     | —                | —                | —                       | —                       | 19    | 0     |
| Argentinos Juniors Argentina     | 2008-09         | 37    | 0     | —                | —                | 8                       | 0                       | 45    | 0     |
| Argentinos Juniors Argentina     | 2009-10         | 16    | 0     | —                | —                | —                       | —                       | 16    | 0     |
| Argentinos Juniors Argentina     | Total           | 53    | 0     | 0                | 0                | 8                       | 0                       | 61    | 0     |
| Godoy Cruz Argentina             | 2010-11         | 29    | 0     | —                | —                | 6                       | 0                       | 35    | 0     |
| Godoy Cruz Argentina             | 2011-12         | 18    | 0     | —                | —                | 10                      | 0                       | 28    | 0     |
| Godoy Cruz Argentina             | 2012-13         | 7     | 0     | 2                | 0                | —                       | —                       | 9     | 0     |
| Godoy Cruz Argentina             | Total           | 210   | 0     | 2                | 0                | 16                      | 0                       | 228   | 0     |
| San Lorenzo de Almagro Argentina | 2012-13         | 2     | 0     | 5                | 0                | —                       | —                       | 7     | 0     |
| San Lorenzo de Almagro Argentina | 2013-14         | 29    | 0     | —                | —                | 15                      | 0                       | 44    | 0     |
| San Lorenzo de Almagro Argentina | 2014            | 19    | 0     | 1                | 0                | 2                       | 0                       | 22    | 0     |
| San Lorenzo de Almagro Argentina | 2015            | 26    | 0     | 2                | 0                | 8                       | 0                       | 35    | 0     |
| San Lorenzo de Almagro Argentina | 2016            | 17    | 0     | 1                | 0                | 5                       | 0                       | 23    | 0     |
| San Lorenzo de Almagro Argentina | 2016-17         | 19    | 0     | 4                | 0                | 11                      | 0                       | 34    | 0     |
| San Lorenzo de Almagro Argentina | 2017-18         | 2     | 0     | 0                | 0                | 0                       | 0                       | 2     | 0     |
| San Lorenzo de Almagro Argentina | 2018-19         | 5     | 0     | 0                | 0                | 0                       | 0                       | 5     | 0     |
| San Lorenzo de Almagro Argentina | 2019-20         | 11    | 0     | —                | —                | 2                       | 0                       | 13    | 0     |
| San Lorenzo de Almagro Argentina | 2020-21         | 3     | 0     | —                | —                | 6                       | 0                       | 9     | 0     |
| San Lorenzo de Almagro Argentina | Total           | 133   | 0     | 13               | 0                | 49                      | 0                       | 195   | 0     |
| Total en clubes                  | Total en clubes | 394   | 0     | 15               | 0                | 68                      | 0                       | 477   | -1    |
| 1.                               |                 |       |       |                  |                  |                         |                         |       |       |

## Palmarés

### Campeonatos nacionales
| Título              | Club                   | País      | Año    |
| ------------------- | ---------------------- | --------- | ------ |
| Primera B Nacional  | Godoy Cruz             | Argentina | 2006   |
| Primera División    | San Lorenzo de Almagro | Argentina | 2013-I |
| Supercopa Argentina | San Lorenzo de Almagro | Argentina | 2015   |

### Campeonatos internacionales
| Título                       | Club                   | Sede         | Año  |
| ---------------------------- | ---------------------- | ------------ | ---- |
| Copa Libertadores de América | San Lorenzo de Almagro | Buenos Aires | 2014 |

### Distinciones individuales
| Distinción                                                      | Año  |
| --------------------------------------------------------------- | ---- |
| Mejor arquero de la Copa Libertadores                           | 2014 |
| Equipo Ideal de América                                         | 2014 |
| Mejor arquero de la Primera División                            | 2015 |
| Distinguido por la Legislatura de Mendoza                       | 2015 |
| Futbolista de San Lorenzo con más partidos en Copa Libertadores | 2019 |